# フォルクスパルクシュタディオン
フォルクスパルクシュタディオン (Volksparkstadion)は、ドイツ・ハンブルクにあるサッカースタジアムである。

## 概要
1953年に「フォルクスパルクシュタディオン (Volksparkstadion)」（直訳すると「市民公園競技場」）として開場した。地元のサッカークラブチーム「ハンブルガーSV」、アメリカンフットボールNFLヨーロッパのチーム・ハンブルク・シーデビルズの本拠地としてそれぞれ使用され、サッカーでは1974年の西ドイツW杯では東西ドイツの対戦会場となり、その他1988年のEURO1988など多くの国際試合でも使用されてきた。旧名時代は客席に屋根がかかっておらず、スタンドから見える高いクレーンにつけられた照明塔が特徴的だったが、現在は客席が屋根で覆われているので当時の面影はない。
2000年、AOLがネーミングライツを取得し「AOLアレナ (AOL Arena)」に改称。
2006年のドイツW杯でも5試合の開催が行われた。
なお、FIFA（国際サッカー連盟）の規定では、FIFAが主催する国際大会においては、FIFAが認定した公式パートナー・サプライヤー以外の企業のスタジアムの広告や命名権（ネーミングライツ）によるスタジアムの企業名露出を禁止していること、また2006年5月をもってAOL社とのスポンサー契約が終了したことから、ドイツW杯期間中は「FIFAワールドカップスタジアム・ハンブルク」として開催された。ドイツW杯以降、AOLとの命名権契約はないもののAOLアレナと呼ばれ続けていた。2007年3月、ドイツの州立銀行HSHノルトバンクが2500万ユーロで3年間の命名権を買い取り、2007-08年シーズンから「HSHノルトバンクアレーナ」に改称することとなった。契約が切れた後2011年より、オランダの企業イムテックが命名権を取得し「イムテック・アレーナ」となった。なお、UEFA主催試合ではハンブルク・アレーナと呼ばれる。
イムテックによる命名権契約が満了した2015年7月より、ネーミングライツ導入以前の名称である「フォルクスパルクシュタディオン」に戻された。

## 開催された主な大会
- 1974 FIFAワールドカップ

| 日付          | チーム#1       | 結果 | アウェーチーム#2 | ラウンド  |
| ------------- | -------------- | ---- | ---------------- | --------- |
| 1974年6月14日 | 東ドイツ       | 2-0  | オーストラリア   | グループ1 |
| 1974年6月18日 | オーストラリア | 0-3  | 西ドイツ         | グループ1 |
| 1974年6月22日 | 東ドイツ       | 1-0  | 西ドイツ         | グループ1 |

- UEFA欧州選手権1988

| 日付          | チーム#1 | 結果 | アウェーチーム#2 | ラウンド |
| ------------- | -------- | ---- | ---------------- | -------- |
| 1988年6月21日 | 西ドイツ | 2-1  | オランダ         | 準決勝   |

- 2006 FIFAワールドカップ

| 日付          | チーム#1       | 結果 | アウェーチーム#2 | ラウンド  |
| ------------- | -------------- | ---- | ---------------- | --------- |
| 2006年6月15日 | エクアドル     | 3-0  | コスタリカ       | グループA |
| 2006年6月10日 | アルゼンチン   | 2-1  | コートジボワール | グループC |
| 2006年6月22日 | チェコ         | 0-3  | イタリア         | グループE |
| 2006年6月19日 | サウジアラビア | 0-4  | ウクライナ       | グループH |
| 2006年6月30日 | イタリア       | 3-0  | ウクライナ       | 準々決勝  |

## ギャラリー

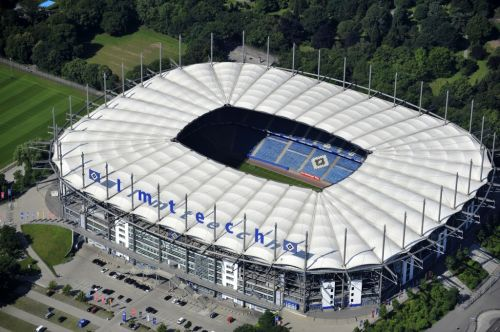
2012年の空撮
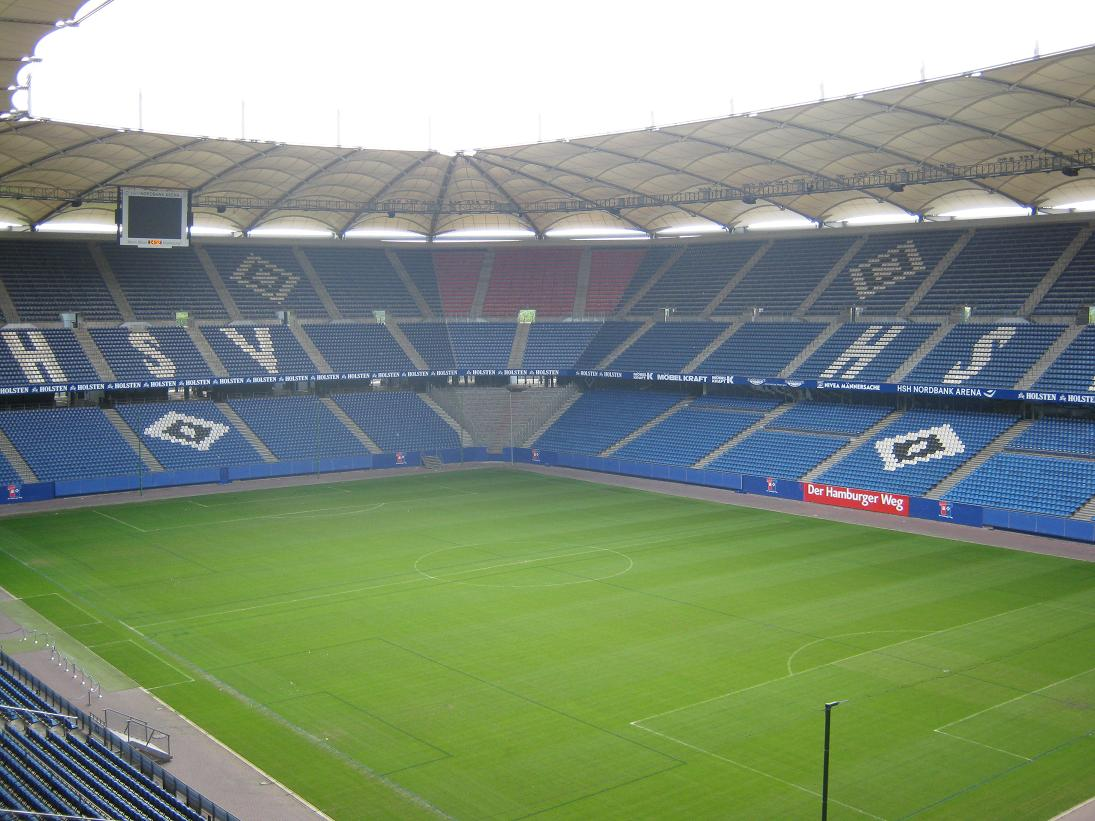
2009年の内観
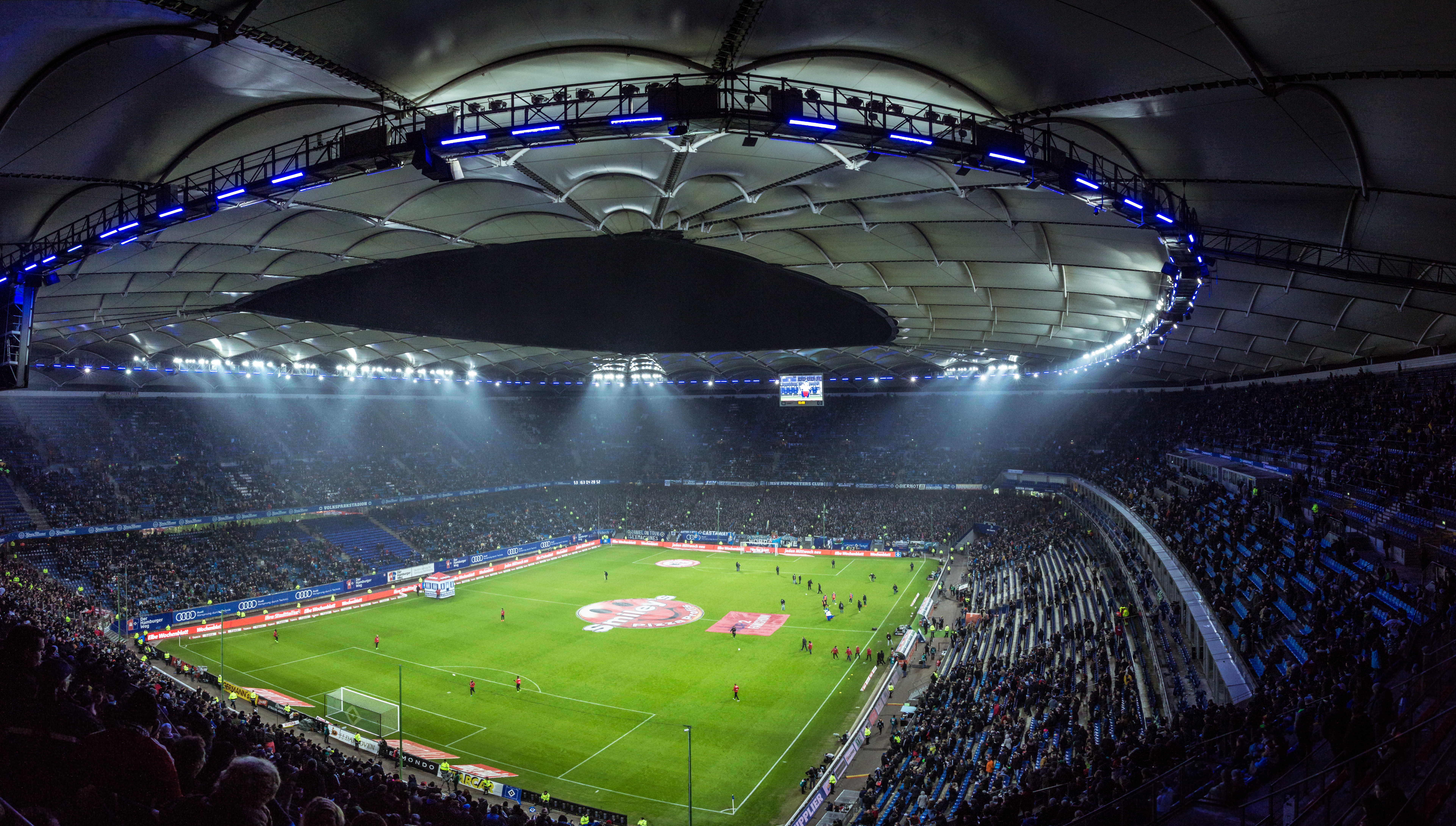
2017年の内観